# Przegląd Powszechny−Sodalis Marianus
Przegląd Powszechny. Miesięcznik katolicki – emigracyjny miesięcznik społeczno-kulturalny wydawany w Londynie w latach 1961–1988 pod redakcją Jerzego Mirewicza. Pismo było kontynuacją wydawanego w Londynie w latach 1949–1969 „Sodalis Marianus. Miesięcznika Polskich Sodalicyj Mariańskich na uchodźstwie” (red. Wacław Kołodziejczyk).